# Cottinelli Telmo
José Ângelo Cottinelli Telmo GCC (Lisboa, 13 de novembre de 1897 — Cascais, 18 de setembre de 1948) va ser un arquitecte i cineasta portuguès.
Figura polifacètica, la seva obra abastava una gran diversitat d'àmbits, destacant no sols en l'arquitectura i el cinema sinó també en l'escriptura, la poesia, el dibuix, la música i el còmic. Destaca dins l'àmbit de la cultura portuguesa de la primera meitat del segle xx, sorprenent per la gran quantitat d'iniciatives en què va participar. Cottinelli Telmo creia que l'arquitectura no es basava en una sola disciplina, sinó en la unificació de diverses disciplines artístiques.
Com Carlos Ramos, Cristino da Silva, Jorge Segurado, Pardal Monteiro i Cassiano Branco, pertanyia a la generació de pioners del modernisme en arquitectura a Portugal. Home de confiança de Duarte Pacheco, Cottinelli Telmo va ser responsable de les principals obres durant el període Estat Nou, és a dir, el disseny general i els edificis molt visibles de l'Exposició del Mundo Português (Lisboa, 1940), i per planificar l'ampliació de la Universitat de Coimbra (1943). També va preparar el projecte de construcció del Camp de Tarrafal.

## Biografia i obra

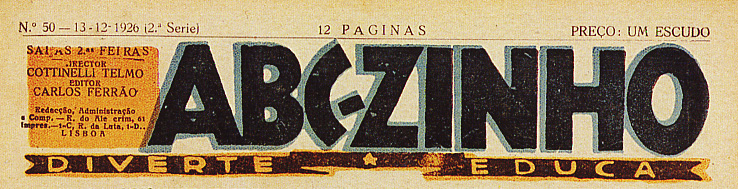

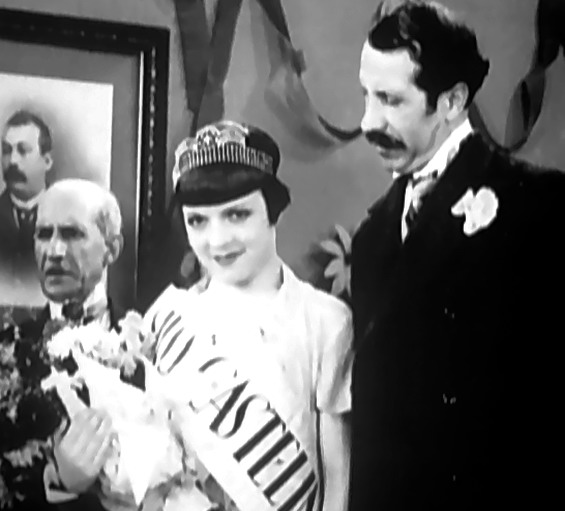
A Canção de Lisboa, 1933 (amb Beatriz Costa i António Silva)

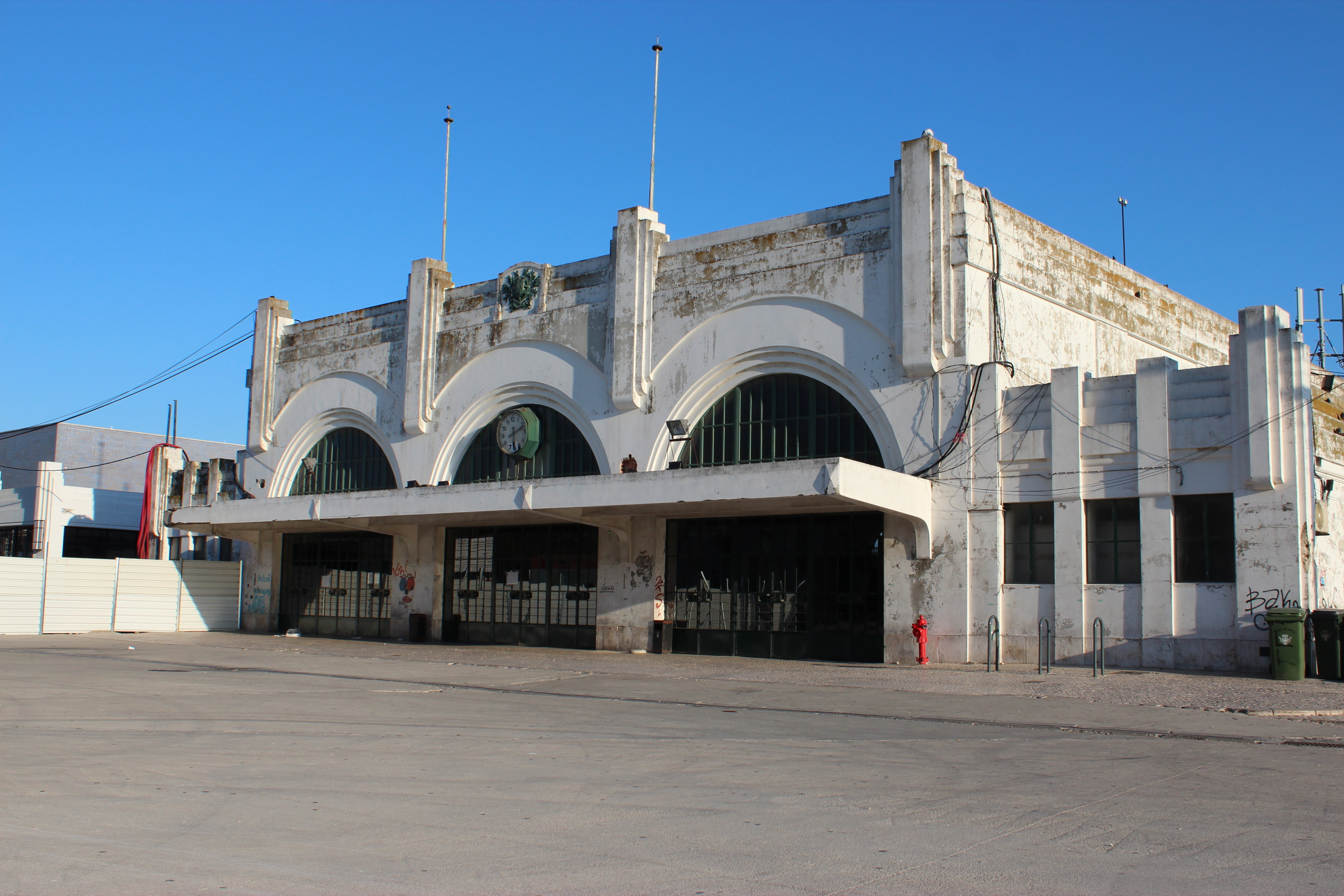
Estació Fluvial sud i sud-est

Fill de Cristiano da Luz Telmo i Cecília Cottinelli Telmo. El seu pare va morir l'any 1912. Va assistir al Liceu Pedro Nunes (1907-12). Llicenciat en Arquitectura a l'Escola Superior de Belles-Arts de Lisboa (1915-20).
Des de petit es va dedicar a multitud d'àmbits, des del dibuix i les arts gràfiques fins a l'escriptura i la música. Va crear portades i il·lustracions, va crear les seves primeres tires còmiques, va compondre música i va dirigir l'orquestra a la festa d'estudiants de Belles Arts (Teatro S. Carlos, 1918).
Va crear els seus primers projectes: Pavelló d'Honor de Portugal (Exposició Internacional, Rio de Janeiro, 1922); Escola Camões, Entroncamento (1923).
L'abril de 1923 va ser contractat com a Arquitecte a la Companhia dos Caminhos de Ferro Portugueses, per a la qual va dur a terme nombrosos projectes, com els edificis de viatgers de l'Estació de Ferrocarril de Barcelos i l'Vila Real de Santo António, la torre de senyalització de la Pinhal Novo o el monumental atri creat durant la renovació de l'Estació de ferrocarril de Rossio. Però entre aquestes obres cal destacar el projecte de la innovadora Estació Fluvial Sul e Sueste (o Estació Ferroviària del Sud i Sud-est), situada a Terreiro do Paço i construïda entre 1929 i 1931 (durant molt de temps aquesta estació va ser la porta d'entrada a Lisboa per als que venien amb vaixell des de Barreiro). L'Estação Fluvial Sul i Sueste marca la consumació de [la seva] obertura al modernisme internacional". Aquí, les possibilitats constructives del formigó armat, "l'estructura del qual deixava lliure la planta i la façana, es van assumir plenament a través d'una composició de volums elementals, la coberta plana i les grans superfícies de vidre que posaven de manifest l'estricta quadratura de l'estructura.
Entre 1921 i 1929 va dirigir la revista infantil ABC-zinho, sent responsable de bona part del seu contingut; fa portades, textos, il·lustracions, còmics, dels quals va ser un dels pioners a Portugal (va ser autor de pàgines autònomes on conflueixen text i imatge, col·laborant en molts altres, com a guionista, amb artistes com Carlos Botelho).
El 1930 participa al I Salão dos Independentes, SNBA, Lisboa. Tres anys més tard dirigeix A Canção de Lisboa, la primera pel·lícula sonora totalment portuguesa i referent de la filmografia portuguesa de l'època, amb un repartiment que incloïa Vasco Santana, Beatriz Costa i António Silva.
El 1934 va ser nomenat pel ministre Duarte Pacheco per incorporar-se a la Comissió de Construccions Penitenciaries; dissenya edificis i obres de reforma arreu del país (remodelació de la presó d'Alcoentre, 1935; Colònia Penal do Tarrafal, Cap Verd, 1936; etc.). El 1936 es va unir a la Legião Portuguesa i va compondre la música per a l'himne de la Mocidade Portuguesa.
El 1939 va ser nomenat arquitecte en cap de l'Exposição do Mundo Português (1940), una fita fonamental en la propaganda i consolidació del sistema ideològic de l'Estat Nou.
Amb la participació de dotze arquitectes, dinou escultors i quaranta-tres pintors, l'Exposició Universal Portuguesa va estar inseparablement lligada als principals representants del modernisme nacional, en l'àmbit de l'arquitectura i les arts plàstiques, entre els quals, Cristino da Silva, Jorge Segurado, Pardal Monteiro, Almada Negreiros, Leopoldo de Almeida, Jorge Barradas, Bernardo Marques, Carlos Botelho (tot i que d'una altra generació, Raul Lino també va participar, dissenyant el Pavelló del Brasil). L'esperit nacionalista del projecte marcaria decisivament l'evolució de l'arquitectura en els anys següents, allunyant-se de les intencions internacionalistes que eren la base de la cultura moderna i tornar a formulacions de caràcter tradicional i historicista (característiques de l'estil oficial de l'Estat Nou, sovint anomenat Português Suave).
A més de la coordinació general de l'exposició, Cottinelli Telmo va assumir el disseny d'un dels dos pavellons més visibles: el Pavelló dels Portuguesos al Món. A l'oest de la gran Praça do Império, va projectar "una llarga façana cega de 164 metres, feta de material de dolla en rectangles prefabricats regulars […]. A la part superior de l'edifici hi havia els escuts d'armes. de la noblesa que havia jugat un paper en les navegacions i conquestes d'abans”. Una torre de 19 metres d'alçada, coronada per una estrella que brillava sobre l'antic escut de Portugal, va coronar la part superior sud del pavelló. En col·laboració amb Leopoldo de Almeida, va dissenyar el Monumento aos Descobrimentos.

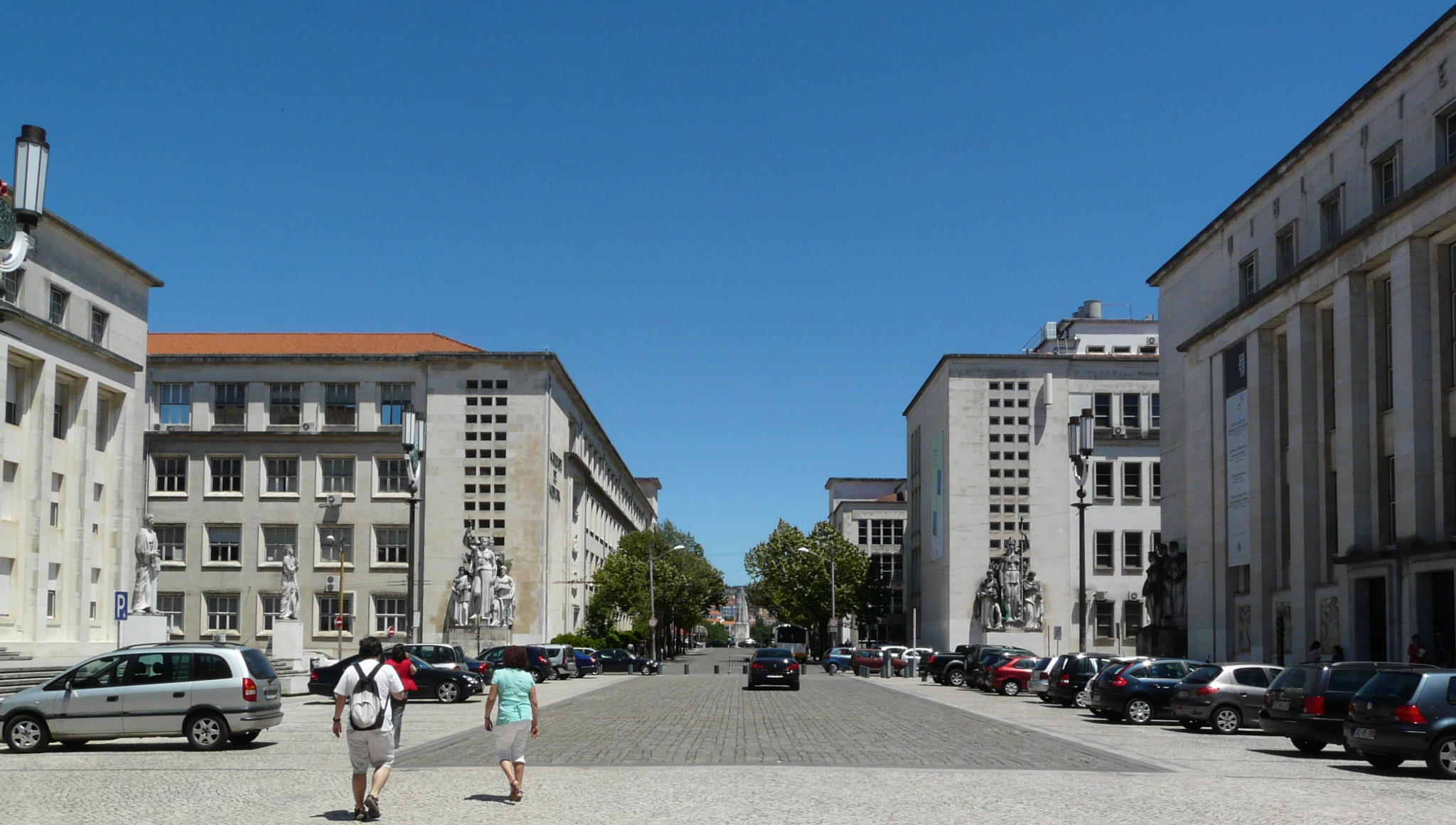
Ciutat Universitària de Coimbra

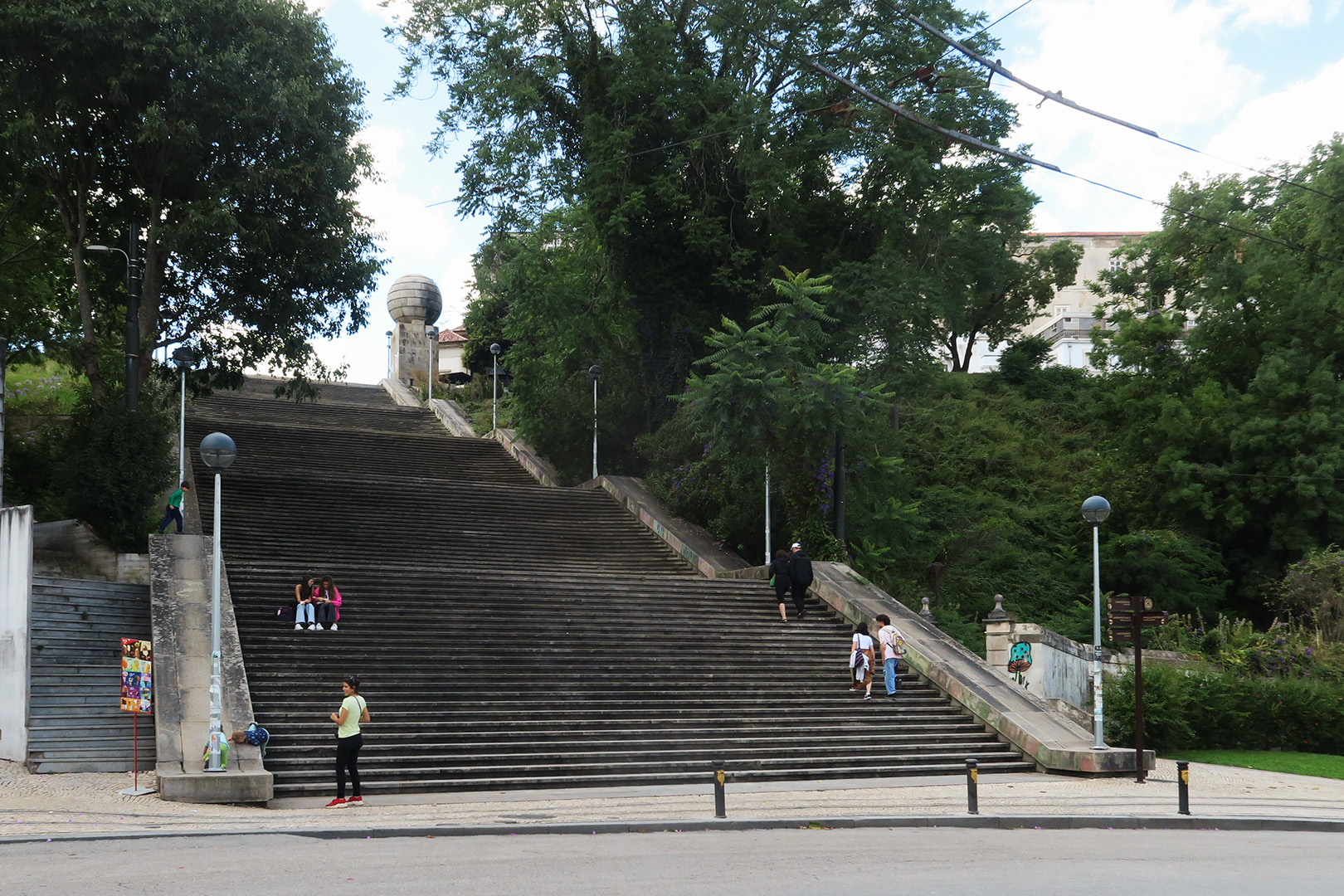
Escala monumental que porta a la Ciutat Universitària de Coimbra

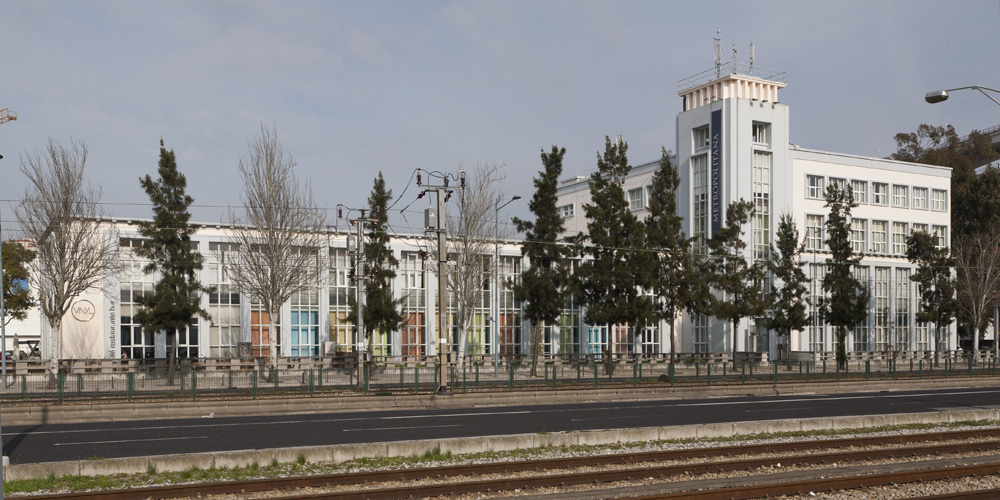
Edifici de Standard Elétrica

El 1943 se li va encarregar de planificar l'ampliació de la Universitat de Coimbra (que implicaria la destrucció d'una vasta zona històrica de l'Alta de Coimbra), on obeeix al gust monumentalista del règim, que era aleshores guiada per un estil neoclàssic marcat rígidament per les ideologies feixistes i nacional-socialistes; aquest compromís es fa especialment evident en la gran escala d'accés, però també en els principis compositius que regiran els diferents projectes (Facultat de Lletres, Biblioteca General, etc.)
A partir del 1938 va dirigir la revista Arquitetos (fins al 1942); escriu una columna de crítica d'art al diari Acção (1941-42). Col·labora amb Mocidade Portuguesa Feminina: butlletí mensual (1939-1947) i a la revista Ilustração Portugueza(iniciada el 1903).
El 1941 va ser elegit secretari de la Junta i tres anys més tard va prendre possessió com a president del Sindicat Nacional dels Arquitectes. A les eleccions per als òrgans de govern de la Unió del març de 1948, va ser derrotat per la llista encapçalada per Keil do Amaral (a qui va impedir la presa de possessió per motius polítics); Més tard aquell mateix any, Cottinelli Telmo serà un dels principals impulsors del I Congrés Nacional d'Arquitectura, una fita històrica en l'afirmació de la professió a Portugal i on assistim a l'aparició d'un nova generació socialment compromesa, que posarà en dubte el lideratge, fins aleshores pràcticament indiscutible, de la pròpia generació de Cottinelli Telmo.
Un dels seus projectes més representatius formalment es remunta a l'any 1945, l'edifici Standard Elétrica, Lisboa, que "presenta una notable solució volumètrica de finestres funcionals i una torre que ha perdut la seva corona projectada, en una aposta modernista per una monumentalitat que imposa els murs de ciment.
El 4 de març de 1941 va rebre la Gran Creu de l'Orde Militar de Crist.
Va morir el 18 de setembre de 1948, en un accident de pesca esportiva a Cascais.

## Alguns projectes i obres[4]

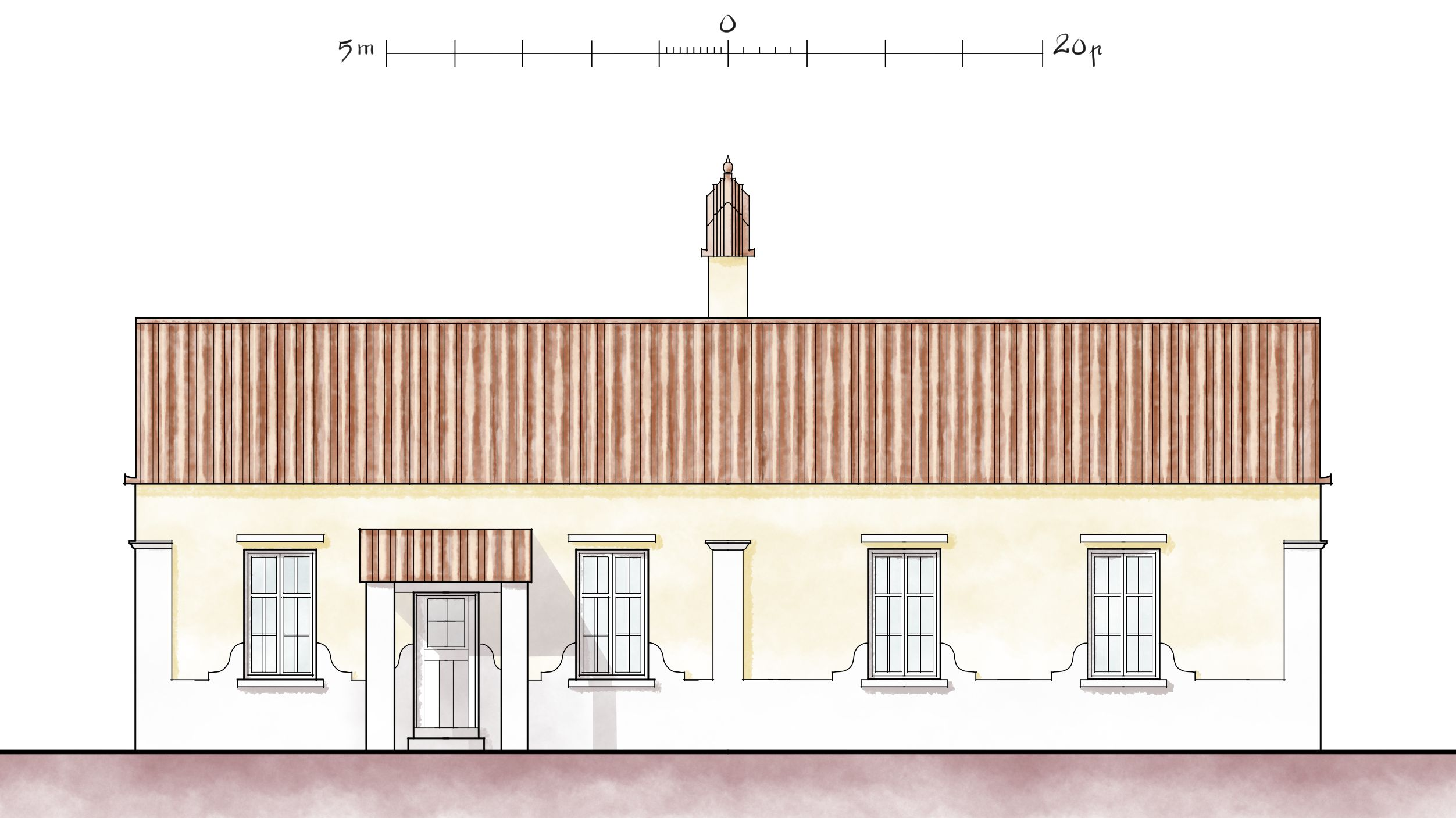
Cases model al barri Camões, Entroncamento, 1925–27

- 1921-22 – Pavelló d'Honor de Portugal, Exposició Internacional, Rio de Janeiro (amb Carlos Ramos i Luís da Cunha).
- 1923-25 – Escola Camões, Entroncamento (amb Luís da Cunha).
- 1924-25 – Bairro Camões, Entroncamento (amb Luís da Cunha).
- 1930 – Liceu de Latino Coelho, Lamego.
- 1931 – Estació de Sul i Sueste, Lisboa.
- 1938 – Presó comarcal de S. Pedro do Sul (construcció, 1946).[17]
- 1939-40 – Pla per a l'Exposició Universal Portuguesa; Jardí i Font lluminosa, Praça do Império, Exposició Universal Portuguesa; Pavelló Portuguès al Món, Exposició Mundial Portuguesa; Padrão dos Descobrimentos, Exposició del món portuguès (amb Leopoldo de Almeida).
- 1943 – Liceu D. João de Castro, Lisboa.
- 1943 – Pla general de la Ciutat Universitària de Coimbra; Escala Monumental, Ciutat Universitària de Coimbra (acabada l'any 1950).
- 1945 – Instal·lacions de Standard Elétrica (actual seu de l'Orquestra Metropolitana de Lisboa), Av Da India, Lisboa (construït el 1948).
- 1945 – Sanatori Penhas da Saúde[18]

### Instal·lacions ferroviàries

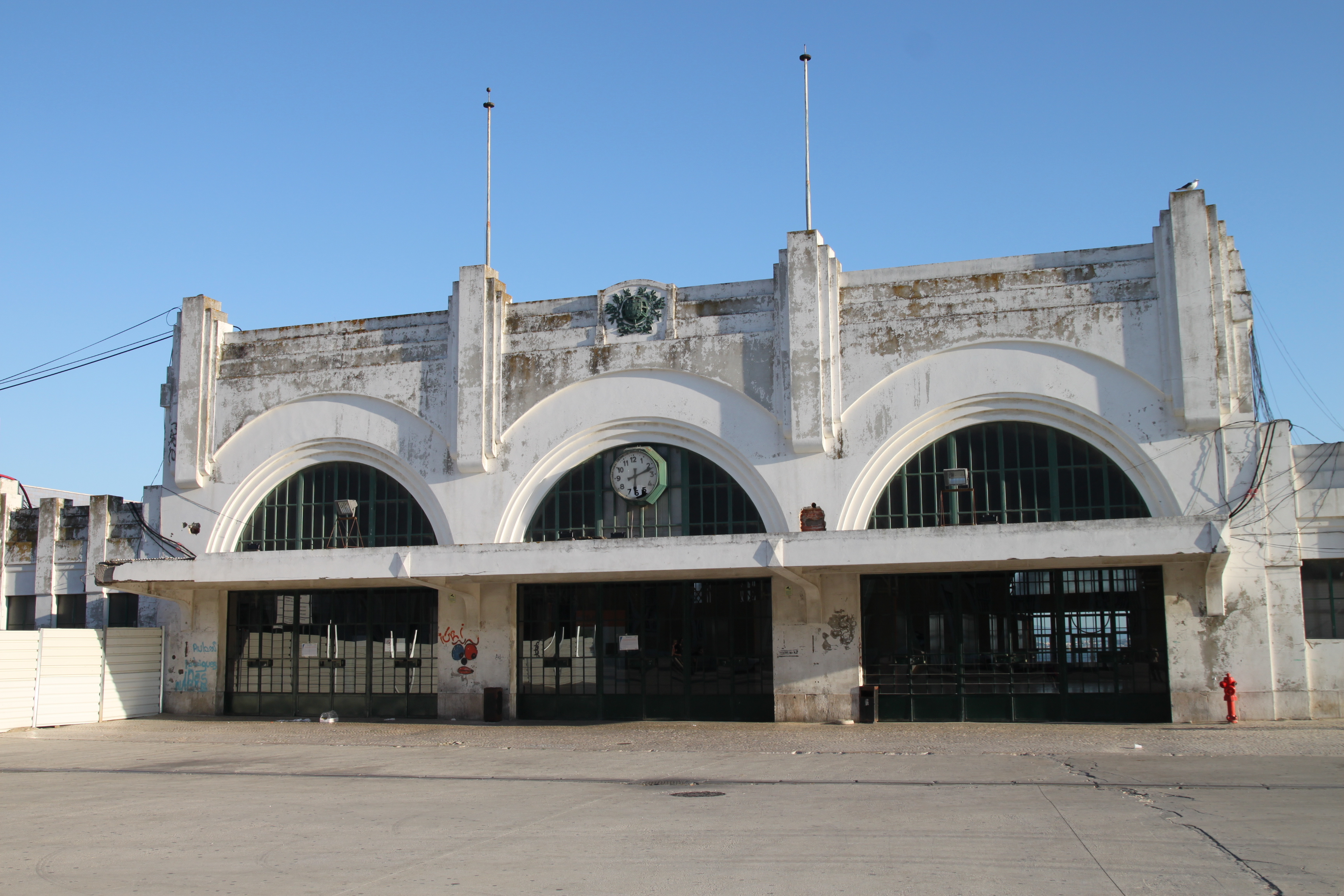
Estació fr Sul e Sueste, Lisboa
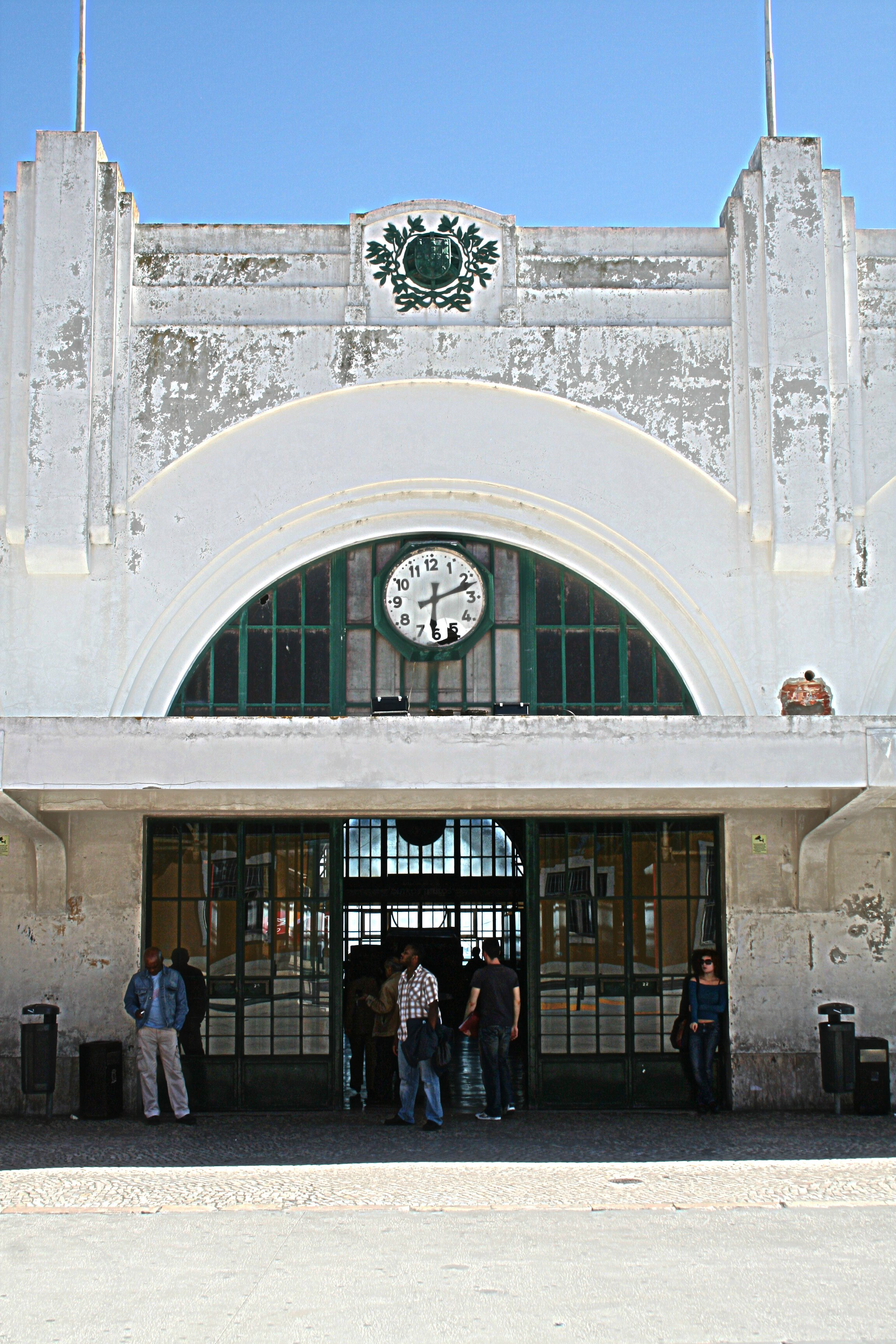
Estació de Sul e Sueste, Lisboa
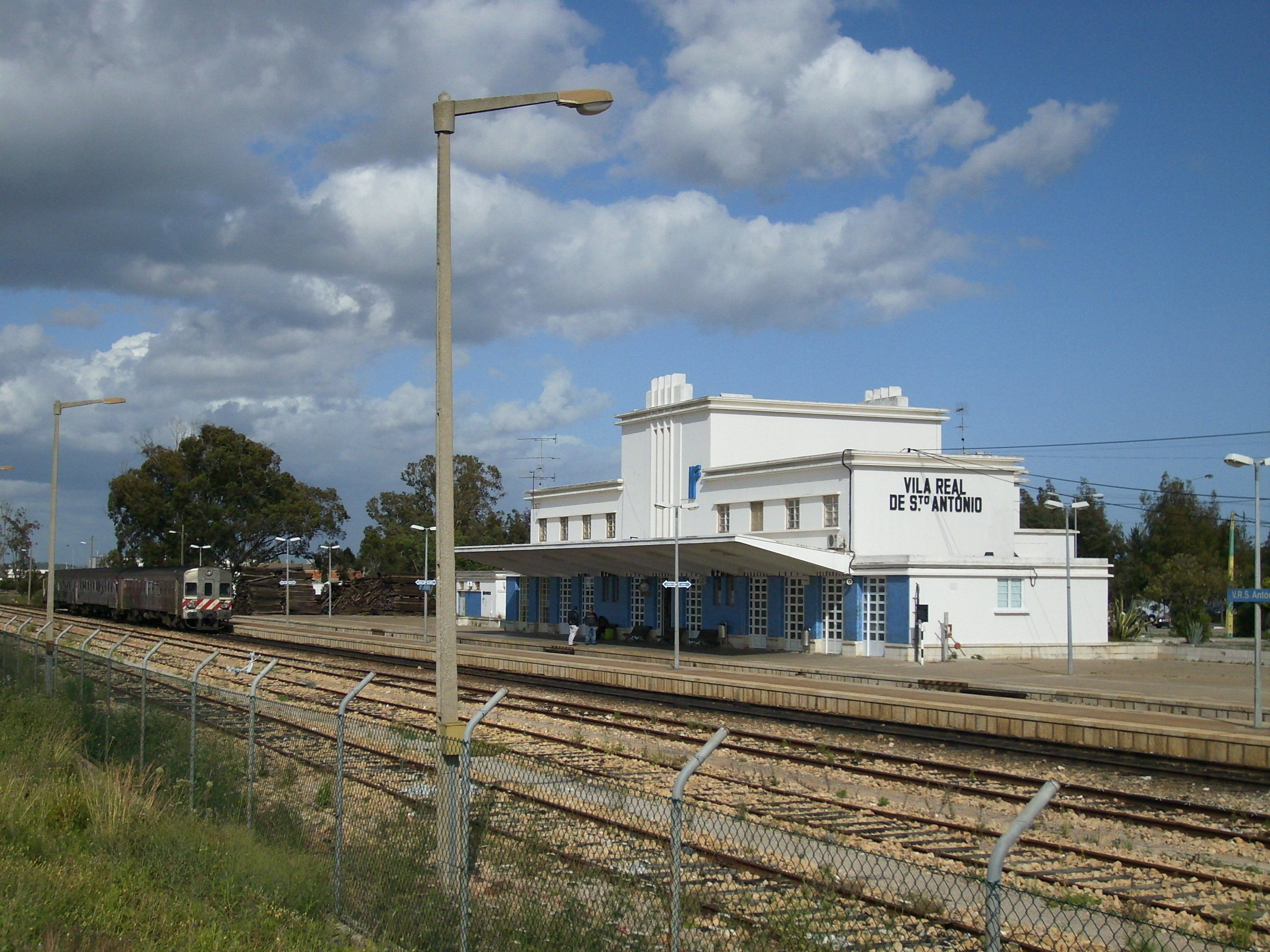
Estaçció ferroviària de Vila Real de Santo António
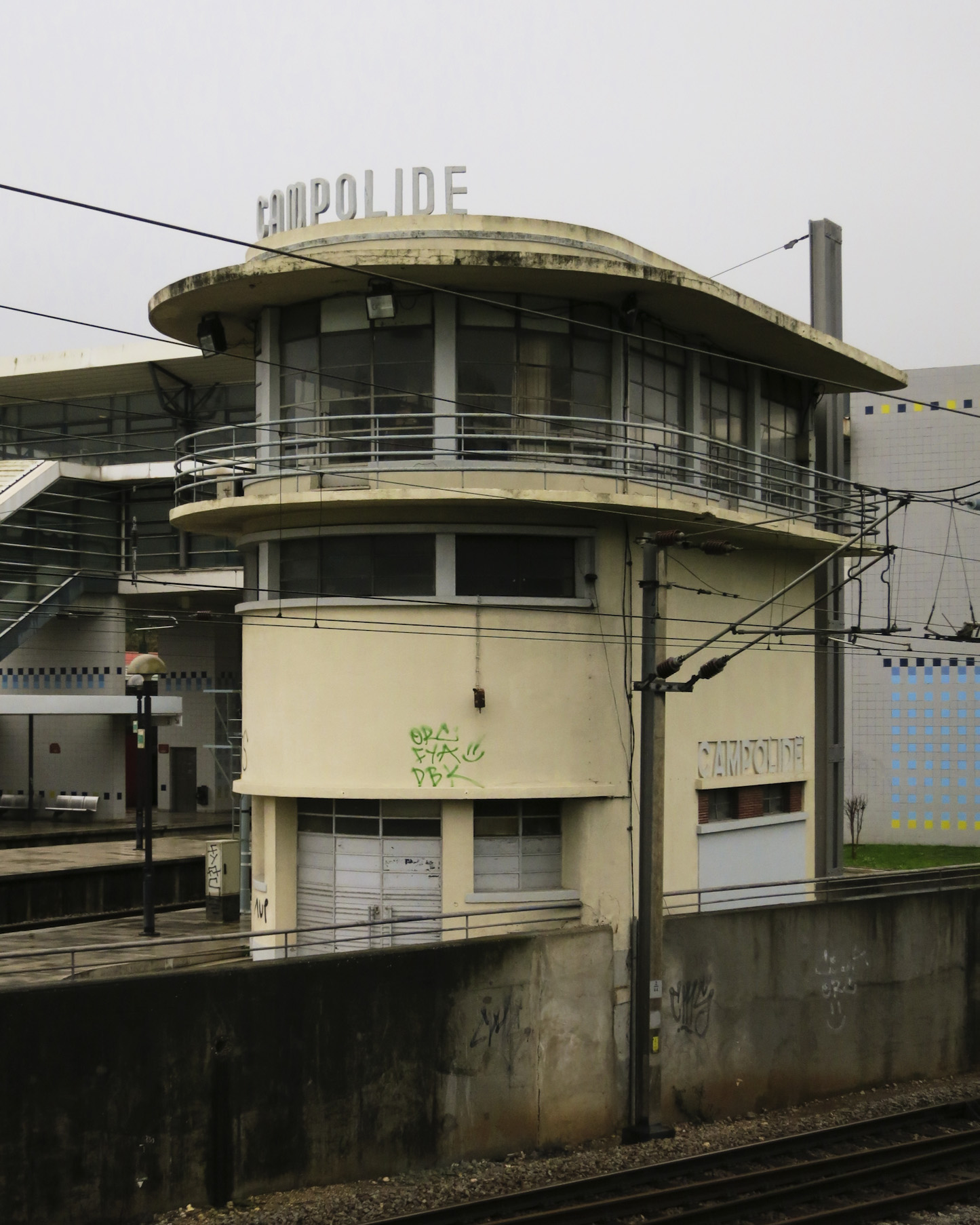
Torre de control de trànsit, Estació Ferroviària de Campolide

### Padrão dos Descobrimentos

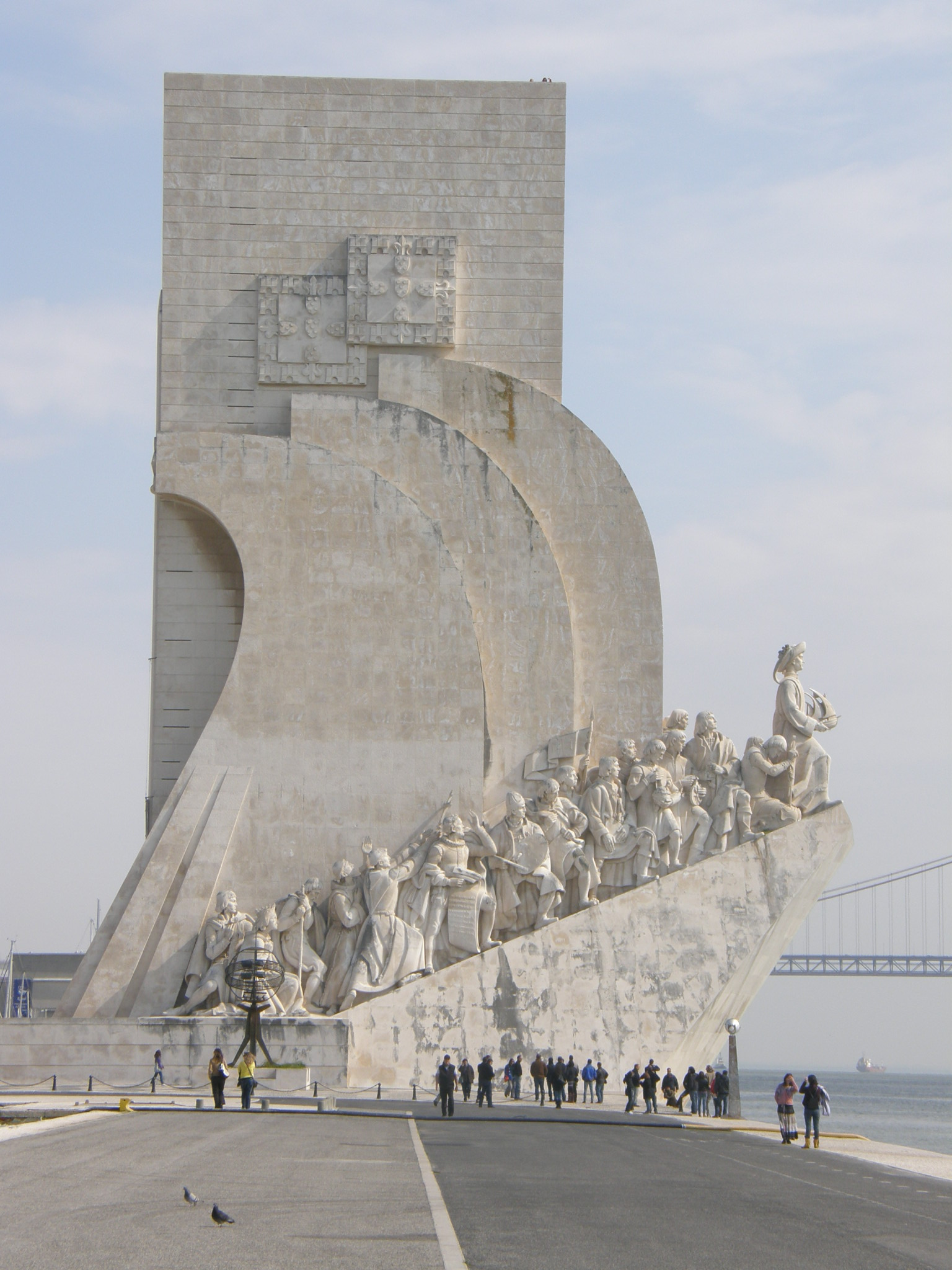
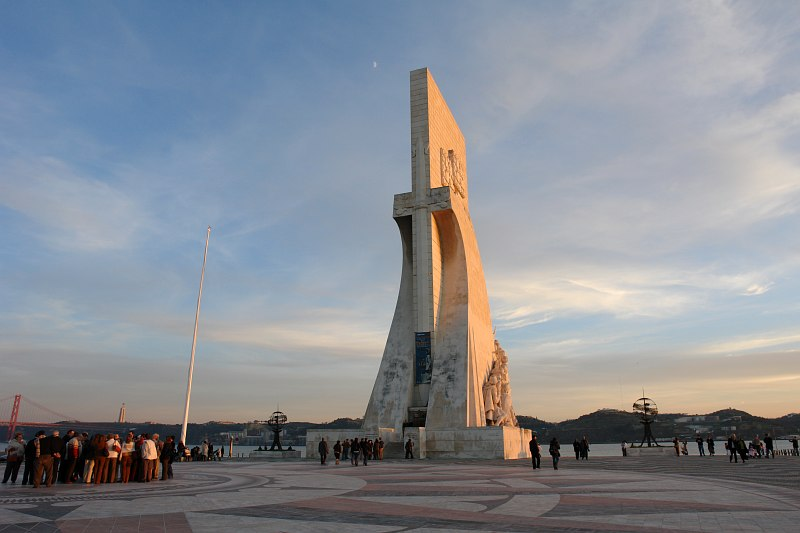